# Zuid-Korea op de Olympische Winterspelen 1972
Tijdens de Olympische Winterspelen van 1972, die in Sapporo (Japan) werden gehouden, nam Zuid-Korea voor de zesde keer deel.

## Deelnemers en resultaten

### Kunstrijden
| Olympiër       | Discipline | Resultaat | Prestatie                |
| -------------- | ---------- | --------- | ------------------------ |
| Chang Myung-su | vrouwen    | 19e       | pc. 171,0; 2117,0 punten |

### Schaatsen
| Olympiër       | Discipline | Resultaat | Prestatie        |
| -------------- | ---------- | --------- | ---------------- |
| Jeong Chung-ku | 500 m (m)  | 22e       | 41,42 (+1,98)    |
| Jeong Chung-ku | 1500 m (m) | 35e       | 2.17,36 (+14,40) |
| Choi Jung-hyi  | 500 m (v)  | 22e       | 46,74 (+3,41)    |
| Choi Jung-hyi  | 1000 m (v) | 31e       | 1.37,57 (+6,17)  |
| Choi Jung-hyi  | 1500 m (v) | 22e       | 2.29,79 (+8,94)  |
| Jeon Seon-ok   | 1000 m (v) | 25e       | 1.36,24 (+4,84)  |
| Jeon Seon-ok   | 1500 m (v) | 28e       | 2.32,06 (+11,21) |
| Jeon Seon-ok   | 3000 m (v) | 19e       | 5.22,27 (+30,13) |
| Lee Kyeong-hyi | 500 m (v)  | 26e       | 47,45 (+4,12)    |
| Lee Kyeong-hyi | 1000 m (v) | 26e       | 1.36,50 (+5,10)  |

Argentinië · Australië · België · Bondsrepubliek Duitsland · Bulgarije · Canada · Duitse Democratische Republiek · Filipijnen · Finland · Frankrijk · Griekenland · Groot-Brittannië · Hongarije · Iran · Italië · Japan · Joegoslavië · Libanon · Liechtenstein · Mongolië · Nederland · Nieuw-Zeeland · Noord-Korea · Noorwegen · Oostenrijk · Polen · Roemenië · Sovjet-Unie · Spanje · Taiwan · Tsjecho-Slowakije · Verenigde Staten · Zuid-Korea · Zweden · Zwitserland